# Międzynarodowy Kanał Słowiański
Międzynarodowy Kanał Słowiański (ukr. Міжнародний Слов'янський Канал, ros. Международный Славянский Канал) — ukraińska prywatna stacja telewizyjna, z siedzibą w Kijowie. Nadaje w językach ukraińskim, rosyjskim i angielskim. Należy do Valerii V. Ivanienko, która jest również jej dyrektorem generalnym.
Powstała w sierpniu 14 grudnia 1994, jako samodzielny kanał nadaje od 12 września 2008.